# 愛宕山武司
愛宕山 武司（あたごやま たけし、1936年1月11日 - 2000年5月5日）は、愛媛県八幡浜市幸町出身で高砂部屋に所属した大相撲力士。本名は大澤 慶吉（おおさわ よしきち）。最高位は西前頭3枚目（1959年11月場所）。身長177cm、体重117kg。得意手は左四つ、突っ張り、寄り。

## 来歴・人物
愛宕中学校を卒業後、前ノ山の口利きで高砂部屋へ入門し、1951年5月場所で初土俵を踏んだ。同期の初土俵組には、後の前頭・起雲山らがいる。
初土俵の場所では番付外と新序で続けて好成績を収めたため、翌場所では序ノ口を飛び越して、序二段に付け出された。
なお、当初の四股名は、本名でもある「大澤」。その後、1952年5月場所より、故郷・八幡浜市にある山に因んだ「愛宕山」へ改名した。
出世は順調で、満20歳で迎えた1956年1月場所で新十両に昇進（前場所での地位は東幕下26枚目で、8戦全勝という好成績を評価されての抜擢であった。当時の内規では、幕下20枚目以内に於いての全勝でないと、無条件で十両に昇進できなかった）。1957年3月場所で新入幕を果たし、一時十両に陥落するも、同年11月場所からは幕内に定着した。西前頭15枚目に在った1959年9月場所では優勝争いに加わる健闘を見せたが、終盤に連敗して、優勝も三賞受賞も逸している。
左四つからの寄りや突っ張りを得意としたが、連相撲も少なくなかった。
左足の怪我を克服して前頭3枚目まで進出するも、腎臓病や糖尿病に罹った事などもあって、1960年以降は低迷。同年5月場所を最後に、幕内の座から遠ざかった。
現役晩年は幕下64枚目まで番付を落とし、1962年1月場所終了後、26歳で引退（なお、引退時の四股名は「大沢」である）。
引退後は角界から離れ、東京都内にて不動産業に従事した。
2000年5月5日に死去。64歳没。

## エピソード
- 優勝争いに加わった1959年9月場所では、千秋楽の若ノ海との一番で勝ち12勝目を挙げた場合のみ、柏戸（当時、東前頭3枚目）と共に敢闘賞を受賞する可能性があった（結局、負けたため、同賞は柏戸が単独で受賞している）。

## 主な成績
- 通算成績：263勝256敗62休 勝率.507
- 幕内成績：104勝120敗31休 勝率.464
- 現役在位：50場所
- 幕内在位：17場所[1]
- 各段優勝
  - 十両優勝：1回（1957年9月場所）
  - 幕下優勝：2回（1954年5月場所・1955年9月場所）

### 場所別成績
| | 一月場所 初場所（東京） | 三月場所 春場所（大阪） | 五月場所 夏場所（東京） | 七月場所 名古屋場所（愛知） | 九月場所 秋場所（東京） | 十一月場所 九州場所（福岡） |
| --- | ----------------------- | ----------------------- | ----------------------- | --------------------------- | ----------------------- | --------------------------- |
| 1951年 （昭和26年） | x                       | x                       | 新序 2–1                | x                           | 西序二段21枚目 7–8      | x                           |
| 1952年 （昭和27年） | 東序二段17枚目 4–4      | x                       | 東序二段4枚目 3–5       | x                           | 西序二段6枚目 4–4       | x                           |
| 1953年 （昭和28年） | 西三段目52枚目 2–6      | 西三段目56枚目 4–4      | 東三段目49枚目 7–1      | x                           | 西三段目27枚目 3–5      | x                           |
| 1954年 （昭和29年） | 西三段目31枚目 6–2      | 西三段目8枚目 5–3       | 西幕下42枚目 優勝 8–0   | x                           | 東幕下7枚目 3–5         | x                           |
| 1955年 （昭和30年） | 西幕下10枚目 3–5        | 西幕下16枚目 休場 0–0–8 | 東幕下28枚目 4–4        | x                           | 東幕下26枚目 優勝 8–0   | x                           |
| 1956年 （昭和31年） | 西十両21枚目 10–5       | 東十両14枚目 8–7        | 西十両11枚目 10–5       | x                           | 東十両5枚目 9–6         | x                           |
| 1957年 （昭和32年） | 西十両筆頭 11–4         | 西前頭17枚目 4–11       | 西十両筆頭 8–7          | x                           | 東十両筆頭 優勝 13–2    | 西前頭15枚目 8–7            |
| 1958年 （昭和33年） | 東前頭13枚目 5–10       | 西前頭20枚目 8–7        | 東前頭16枚目 9–6        | 西前頭10枚目 3–12           | 西前頭17枚目 7–8        | 東前頭18枚目 8–7            |
| 1959年 （昭和34年） | 西前頭16枚目 9–6        | 西前頭10枚目 9–6        | 東前頭6枚目 4–11        | 西前頭12枚目 4–1–10         | 西前頭15枚目 11–4       | 西前頭3枚目 5–10            |
| 1960年 （昭和35年） | 西前頭8枚目 2–4–9       | 西前頭16枚目 8–7        | 東前頭13枚目 0–3–12     | 西十両5枚目 休場 0–0–15     | 西十両18枚目 2–13       | 西幕下7枚目 0–7             |
| 1961年 （昭和36年） | 西幕下23枚目 6–1        | 東幕下9枚目 3–4         | 東幕下14枚目 4–3        | 東幕下9枚目 2–5             | 西幕下17枚目 2–5        | 東幕下30枚目 0–3–4          |
| 1962年 （昭和37年） | 西幕下64枚目 引退 0–3–4 | x                       | x                       | x                           | x                       | x                           |
| 各欄の数字は、「勝ち-負け-休場」を示す。 優勝 引退 休場 十両 幕下 三賞：敢=敢闘賞、殊=殊勲賞、技=技能賞 その他：★=金星 番付階級：幕内 - 十両 - 幕下 - 三段目 - 序二段 - 序ノ口 幕内序列：横綱 - 大関 - 関脇 - 小結 - 前頭（「#数字」は各位内の序列） |                         |                         |                         |                             |                         |                             |

### 幕内対戦成績
| 力士名 | 勝数 | 負数 | 力士名 | 勝数 | 負数 | 力士名   | 勝数 | 負数 | 力士名       | 勝数 | 負数 |
| ------ | ---- | ---- | ------ | ---- | ---- | -------- | ---- | ---- | ------------ | ---- | ---- |
| 青ノ里 | 1    | 3    | 天津灘 | 1    | 1    | 安念山   | 1    | 1    | 泉洋         | 6    | 2    |
| 宇田川 | 1    | 1(1) | 大内山 | 1    | 1    | 大瀬川   | 1    | 4    | 大起         | 2    | 1    |
| 大ノ浦 | 1    | 1    | 大晃   | 1    | 3    | 小城ノ花 | 6    | 4    | 小野錦       | 1    | 2    |
| 大蛇潟 | 1    | 0    | 海山   | 3    | 2    | 柏戸     | 1    | 6    | 金ノ花       | 1    | 2    |
| 神生山 | 0    | 1    | 神錦   | 1(1) | 1    | 北の洋   | 0    | 2    | 北葉山       | 1    | 3    |
| 清恵波 | 4    | 0    | 清ノ森 | 1    | 0    | 鬼竜川   | 4    | 1    | 鯉の勢       | 2    | 3    |
| 琴ヶ濱 | 0    | 2    | 潮錦   | 3    | 5(1) | 信夫山   | 2    | 3    | 玉乃海       | 0    | 3    |
| 玉響   | 2    | 0    | 常錦   | 3    | 1    | 鶴ヶ嶺   | 2    | 2    | 出羽錦       | 3    | 1    |
| 出羽湊 | 2    | 1    | 時津山 | 2    | 2    | 時錦     | 4    | 1    | 栃錦         | 0    | 1    |
| 栃光   | 0    | 1    | 豊ノ海 | 1    | 1    | 鳴門海   | 4    | 4    | 成山         | 1    | 2    |
| 白龍山 | 1    | 0    | 羽嶋山 | 1    | 3    | 花田     | 0    | 1    | 羽子錦       | 4(1) | 2    |
| 広瀬川 | 2    | 0    | 福田山 | 1    | 0    | 福乃海   | 1    | 3    | 福乃里       | 1    | 2    |
| 双ツ龍 | 3    | 4    | 星甲   | 4    | 3    | 三根山   | 1    | 1    | 明歩谷       | 1    | 0    |
| 八染   | 1    | 3    | 吉井山 | 1    | 0    | 芳野嶺   | 4    | 2    | 若瀬川       | 0    | 1    |
| 若秩父 | 1    | 3    | 若ノ海 | 0    | 2    | 若乃國   | 0    | 1    | 若乃花(初代) | 0    | 2    |
| 若羽黒 | 0    | 3    | 若葉山 | 2    | 4    |          |      |      |              |      |      |

## 改名歴
- 大澤（おおさわ、1951年9月場所-1952年1月場所）
- 愛宕山 武司（あたごやま たけし、1952年5月場所-1960年11月場所）
- 大沢（おおさわ、1961年1月場所-1962年1月場所）